# Josef Lederer (Augenoptiker)
Josef Lederer (* 24. Dezember 1921 in Wien; † 4. Juni 2007) war ein austro-australischer Professor für Optometrie.

## Leben und Wirken
Leder wurde als Sohn eines jüdischen Rechtsanwalts geboren und wuchs in Wien auf. Nach dem Anschluss Österreichs an das nationalsozialistische Deutschland emigrierte die Familie zunächst nach Haifa und kam im Januar 1939 nach Australien. Er studierte Optometrie am Sydney Technical College und Physiologie an der University of Sydney. Von 1945 an war er Dozent am Sydney Technical College, von 1951 an der New South Wales University of Technology. Daselbst wurde er 1959 zum Associate Professor ernannt. 1976 war er Gründungsprofessor des Lehrstuhls für Optometrie, den er bis 1982 innehielt.
Bekannt wurde Lederer für seine Arbeiten zu Hilfen für sehbehinderte Menschen, insbesondere für seine Entwürfe für Sehhilfen. Die New South Wales Division der Australian Optometrical Association lobte in Erinnerung an sein Werk den Lederer Award for Excellence in Optometry aus.